# 26498 Dinotina
26498 Dinotina (2000 CV1) là một tiểu hành tinh nằm phía ngoài của vành đai chính được phát hiện ngày 4 tháng 2 năm 2000 bởi A. Boattini và L. Tesi ở Pian dei Termini.